# O (album Omarion)
O è l'album d'esordio del cantante R&B statunitense Omarion, pubblicato negli USA il 22 febbraio del 2005 sotto la Epic Records, un anno dopo la sua rottura nella boy band B2K.
Il disco contiene l'omonimo singolo O, più le hit Touch e I'm Tryna. Vi hanno collaborato Big Boi degli Outkast e la cantante Mila J.
O ha esordito alla posizione n.1 della Billboard 200 negli USA, dove ha venduto in totale 753014 copie. È diventato disco di platino.

## Tracce
1. I Wish - 3:57
2. Touch - 3:23
3. O - 4:40
4. I'm Tryna - 4:22
5. Drop That Heater - 4:53
6. Growing Pains - 4:13
7. Take It Off (feat. Mila J) - 3:22
8. Never Gonna Let You Go (She's A Keepa) (feat. Big Boi) - 3:34
9. I Know - 3:36
10. I'm Gon Change - 4:19
11. In The Dark - 4:17
12. Slow Dancin - 4:25
13. Fiening You - 6:42

Ulteriori tracce in versione speciale
1. Holiday
2. Young But I'm Ready
3. On The Rocks
4. Give It To Me
5. Never Again
6. Damn